# ІВАРс (хокейний клуб)
«ІВАРс» — хокейний клуб з міста Києва, що існував з 1996 по 1997 рр.

## Історія
Хокейний клуб під назвою «Беркут» взяв старт у 5-му розіграші Чемпіонату України з хокею сезону 1996-1997 рр. За чутками, назва клубу викликана присутністю у складі команди співробітника спецпідрозділу «Беркут». Проте, з таким найменуванням колектив проіснував дуже недовго, відігравши перше коло регулярного чемпіонату (з 27 жовтня по 25 листопада 1996 р.). А вже у другому колі (з 8 грудня) клуб виступав під новою назвою «ІВАРс». У сезоні, який виявився для команди першим і останнім, «Іварс» посів сьоме (останнє) місце, зазнавши 12 поразок.

## Склад команди
У заявці «Іварса» значились екс-гравці київської ШВСМ, випускники школи «Сокола» Генадій Котьонок, Тімур Батрак, Володимир Козуб, Сергій Бовтуненко, Дмитро Приятель, Юрій Смертельний, Денис Лобановський. Також за команду грали Артюхов, Вакалюк, Кирнос, Колпаков. Голкіпером «Іварса» був Андрій Кравчук, а граючим тренером — Сергій Борисович Нужин, який і нині виступає за аматорські команди в Нічній хокейній лізі Києва. Підтримку клубові надавав тренер оболонських хокейних команд, що брали участь у змаганнях на першість Києва часів СРСР, Володимир Карпович, сини якого Богдан і Орест також виступали за «Іварс».

## Однойменні клуби

### «Беркут-Київ»
Хокейний клуб з міста Києва, що існував з 1997 по 2002 рр. Виступав під назвами «Беркут-ППО» та «Беркут-Київ», не мав жодного відношення до «Іварса». Дворазовий чемпіон СЄХЛ (2000, 2001), володар Кубка СЄХЛ (2001), триразовий чемпіон України (2000-2002), дворазовий срібний призер чемпіонату України (1998, 1999).

### «Поділ» Київ
У 2004 році в Броварах створено команду зі схожою назвою «Беркут», що жодним чином не була пов'язана з колишніми «Іварсом» чи «Беркут-Київ». У сезоні 2009-2010 рр. команда представляла вже Київ, а наступного сезону була перейменована на «Поділ» і невдовзі припинила існування. Клуб є триразовим срібним призером чемпіонату України (2006, 2007, 2010).

### «Беркут» Київ
У 2011 році для участі у новоствореній ПХЛ було засновано новий клуб «Беркут» Київ, що також не має відношення до попередників. Команда є бронзовим призером чемпіонату України (2012).